# جان-لويس بومونت
جان-لويس بومونت هو سياسي فرنسي، ولد في 1 نوفمبر 1925 في باريس في فرنسا، وتوفي في 1 سبتمبر 2013 في سان مور ديه فوسيه في فرنسا. انتخب نائب فرنسي عن دائرة Val-de-Marne's 1st constituency ‏ خلال فترته النيابية ‏ (2 أبريل 1993 – 21 أبريل 1997) وانتخب Mayor of Saint-Maur-des-Fossés ‏ وانتخب نائب فرنسي عن دائرة Val-de-Marne's 5th constituency ‏ خلال فترته النيابية ‏ (3 أبريل 1978 – 22 مايو 1981).